# Sciophila rufa
Sciophila rufa är en tvåvingeart som beskrevs av Johann Wilhelm Meigen 1830. Sciophila rufa ingår i släktet Sciophila och familjen svampmyggor. Arten är reproducerande i Sverige. Inga underarter finns listade i Catalogue of Life.